# Tambourissa
Genre
Tambourissa est un genre de plantes à fleurs de la famille des Monimiaceae. Il comprend cinquante-trois espèces originaires des îles Mascareignes et de Madagascar.

## Liste d'espèces
- Tambourissa cocottensis

Selon NCBI (23 mai 2012) :
- Tambourissa amplifolia
- Tambourissa elliptica
- Tambourissa ficus
- Tambourissa leptophylla
- Tambourissa longicarpa
- Tambourissa moheliensis
- Tambourissa peltata
- Tambourissa purpurea
- Tambourissa quadrifida
- Tambourissa religiosa
- Tambourissa sieberi
- Tambourissa tau